# Pseudoviridae
Pseudoviridae és una família de virus del tipus d'ARN monocatenari.

## Gèneres
- Gènere Pseudovirus; espècie tipus: Saccharomyces cerevisiae Ty1 virus
- Gènere Hemivirus;espècie tipus: Drosophila melanogaster copia virus

Els Pseudoviridae infecten fongs i invertebrats.